# Goleen

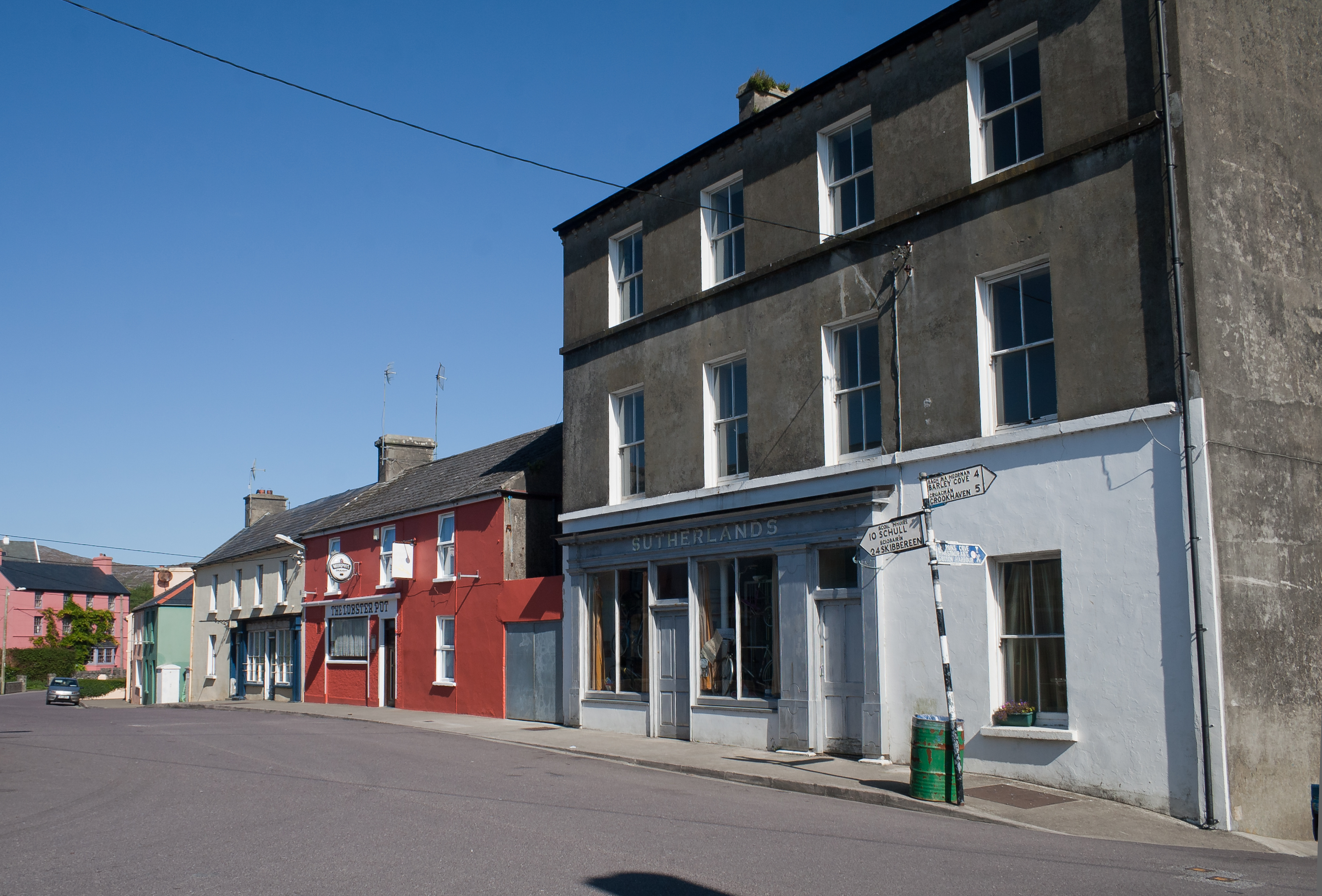
Goleen

Goleen (iriska: An Gólín) är en liten by i grevskapet Cork i Republiken Irland, på sydvästpunkten av ön. Den främsta inkomsten är jordbruk och några av ortens invånare jobbar med fiske. Orten har fyra pubar, fyra affärer, en bensinstation samt flera restauranger.